# Província de Torí
La província de Torí  (en piemontès Provincia ëd Turin, en arpità Province de Turin, en occità Província de Turin) és una antiga província de la regió del Piemont dins Itàlia reemplaçada en 2015 per la Ciutat metropolitana de Torí.
Limitava al nord amb la Vall d'Aosta, a l'est amb les províncies de Biella, Vercelli, Alessandria i Asti, al sud amb la província de Cuneo, a l'oest amb els departaments de Savoia (Roine-Alps i Alts Alps (Provença-Alps-Costa Blava). Dins el seu territori hi ha part de les Valls Occitanes i les Valls arpitanes del Piemont.